# Metagonia candela
Metagonia candela är en spindelart som beskrevs av Willis J. Gertsch 1971. Metagonia candela ingår i släktet Metagonia och familjen dallerspindlar. Inga underarter finns listade i Catalogue of Life.